# Фотометрическая сепарация
Фотометрическая сепарация — метод радиометрического обогащения основан на регистрации оптических характеристик материала (цвет (цветность), блеск, коэффициент отражательной способности).

## История развития
- Промышленное производство фотометрических сепараторов было начато за рубежом в 60-х годах XX столетия британской компанией «Ganson Sortex Ltd», которая разработала несколько моделей сепараторов для материала различной крупности. Подача материала в зону измерения осуществлялась многоканальным транспортером, измерение интегральной монохромной отражательной способности осуществлялось в камере, где кусок осматривался с трех сторон. Выбивание кусков осуществлялось пневмоклапанами.
- В отечественной промышленности первый фотометрический сепаратор был сконструирован Остаповым И.Т. в начале 60-х годов прошлого столетия [1]. Первые испытания показали перспективность данного метода. Более поздние отечественные разработки имели ряд недостатков. Так фотометрические сепараторы «Кварц» имели низкую разрешающую способность, чувствительность и производительность. Определение отражательной способности куска в измерительной камере осуществлялось в интегральном режиме. Производительность сепаратора на классе крупности −100+50мм не превышала 14 т/ч [2].
- В конце 70-х годов институтом «ЦНИИолово» совместно с НПО «Буревестник» и СКБ ГОМ был разработан сепаратор с повышенной разрешающей способностью. Определение отражательной способности куска осуществлялось в дифференциальном режиме, минимальное поле обзора сепаратора (разрешающая способность) составляло 4 мм. Производительность сепаратора на классе крупности −120+75мм не превышала 20т/ч [3]. В те же годы были предприняты попытки увеличения разрешающей способности фотометрических сепараторов за счет замены фотоэлектронных умножителей на телевизионные передающие трубки [4]. Общими, для сепараторов подобного рода, были следующие особенности. Подача материала в зону измерения осуществлялась поканальным (ручьевым) способом, строго регламентировалось минимальное расстояние между кусками и предельно допустимая скорость подачи материала в зону измерения, что обуславливало низкую производительность сепараторов [5]. Сканирование поверхности куска осуществлялось большими площадями. Таким образом, главными недостатками первых фотометрических сепараторов являлись − низкая разрешающая способность и малая производительность.
- В 80-е годы XX века канадская компания «Ore Sorters Ltd» разработала и наладила выпуск более совершенных фотометрических сепараторов (модель М-16) с монослойной раскладкой кусков руды на ленте транспортера шириной 800мм, движущейся со скоростью 4 м/с. Коэффициент загрузки ленты транспортера составил 0,1−0,2. Сканирование материала производилось оптической системой, состоящей из гелий-неонового лазера и 20-гранного зеркального барабана, вращающегося  со скоростью 6000 об/мин. Минимальное поле обзора –2 мм. С помощью оптической системы производилась оценка дифференциальной отражательной способности и определение местоположения кусков на ленте транспортера. Производительность сепаратора при крупности руды −140+80 мм достигала 180 т/ч. На базе сепаратора М-16 были разработаны модели авторадиометрического и радиорезонансного сепараторов. Подобные модели сепараторов под маркой UltraSort в настоящее время выпускаются в Австралии. Таким образом, были решены вопросы увеличения производительности и разрешающей способности сепараторов. Перед производителями сепараторов встал вопрос об увеличении чувствительности сканирующей системы.
- В начале 90-х под маркой Spectra-Sort совместным швейцарско-итальянским предприятием Minmet Financing Company был налажен выпуск фотометрических сепараторов, принцип измерения оптических характеристик перерабатываемого материала в которых базировался на трехкомпонентной модели светового потока. В данных сепараторах регистрация сигнала осуществлялась системой, состоящей из светоделительного стекла, которое разделяло световой поток на два или три спектрально эквивалентных потока, каждый из которых, проходя через соответствующий оптический фильтр (красный, зеленый и синий), попадал на  фотоэлемент. Однако данная система не нашла широкого промышленного применения.

В конце 1990-х гг. на основе достижений цифровой фототехники и модернизации электронных систем сепараторов появилось новое поколение оборудования для фотометрического обогащения, в частности сепараторы OptoSort производства компании AIS Sommer  (ФРГ) и сепараторы MikroSort компании Mogensen, с более высоким уровнем распознавания сепарируемых объектов.
- Измерение оптических и геометрических параметров объекта в подобных сепараторах осуществляется цифровой строчной широкополосной камерой (ПЗС-матрицей). Критерием распознавания материала служат характеристики на основе цветностной модели RGB, которая позволяет различать до 16,77 млн. цветов. Кроме того, возможен учет 8-ми оптических и геометрических признаков разделения с логическими функциями «и», «или», «не». Минимальная площадь обзора для таких сепараторов составляет 0,3Х0,3мм. Подача кусков осуществляется монослоем, коэффициент загрузки транспортирующего устройства 0,3−0,4. Производительность сепаратора на классе −30+12 составляет 88т/ч, а на классе −6+3 мм достигает 12 т/час [7]. Кроме того, высокая эффективность работы сепараторов обусловлена большим количеством воздушных клапанов (в зависимости от ширины ленты – от 96 до 224), что позволяет более точно выбивать выбранный материал. Синхронизация электронной системы сепаратора с персональным компьютером позволяет производить его быструю настройку, а также открывает возможность непрерывного контроля процесса сепарации с определением качественно-количественных показателей продуктов сепарации за любой отрезок времени.
- Сепараторы OptoSort выпускаются в нескольких модификациях, отличающихся по способу подачи материала в зону измерения (ленточный конвейер, вибропитатель), по ширине подающего органа и измерительной камеры (300, 600, 1200, 1800мм).

## Классификация фотометрической сепарации
- монохромные
- бихромные
- полихромные

## Область применения
- Фотометрическая сепарация применяется в горной и пищевой промышленности, при производстве медикаментов и сельхозпродукции.
- В настоящий момент в горной промышленности за рубежом подобные сепараторы получили наибольшее распространение при сепарации известняков, мрамора, кварцевого сырья, промышленных и бытовых отходов – сырья с гомогенным распределением полезного компонента в пределах отдельного куска[8].